# Cephalocera trichogyna
Cephalocera trichogyna är en tvåvingeart som beskrevs av Hesse 1969. Cephalocera trichogyna ingår i släktet Cephalocera och familjen Mydidae. Inga underarter finns listade i Catalogue of Life.